# Zvornik
Byen Zvornik nævnes allerførste gang i historiebøgerne i1410 under navnet "Zvonik" (eng. "tower bell"), og først i 1519 optræder det under sit nuværende navn – Zvornik. Den gamle middelalderby blev grundlagt i den anden halvdel af det 13. århundrede eller i starten af det 14. århundrede, og byen blev oprindelig opført som et fort ved floden Drina på den nuværende grænse mellem Serbien og Bosnien-Herzegovina. Fortet (Kula Grad) blev af strategiske og handelsmæsssige hensyne grundlagt på stedet, hvor vejene fra øst og vest krydsede hinanden (bl.a. handelsvejen Beograd-Sarajevo, der i middelalderen udgjorde en væsentlig handelsrute på silkevejen). Under det Osmaniske Rige udviklede byens sig i det 15. århundrede til et administrativt handelscentercenter, der forbandt øst og vest. 
I året 1878 blev det osmaniske styre væltet og erstattet af det Østrig-Ungarske.
Ifølge folketællingen fra 1910 bestod byen af 732 huse og havde i alt 3688 indbyggere, deraf: 2092 muslimer (bosniaker), 754 serbere, 185 katolikker, 9 evangelister, 148 jøder og 498 militærpersoner. 
Zvornik blev amtsæde i tiden under Kongeriget Jugoslavien (1918-1941).
Under den 2. Verdenskrig (1941-1945) blev Zvornik en del af Den Uafhængige Stat Kroatien. Efter krigens afslutning blev Zvornik igen amtsæde.
Ifølge folketællingen fra 1991 havde Zvornik by i alt 14.584 indbyggere, deraf: 60,71% muslimer(bosniakker), 29,03% serbere, 6,47% jugoslaver, 0,52% kroater og 3,25% andre.
Byens demografi har ændret sig markant siden 1992. Ved Borgerkrigens (1992-1995) begyndelse blev byen pga. sin væsentlige strategiske position i grænselandet mellem Bosnien-Hercegovina og Serbien invarderet og indtaget af Den Serbiske Hær d. 6. april 1992. Den muslimske del af befolkningen, som ved folketællingen i 1991 udgjorte 60,71%, blev som konsekvens af den serbiske magtovertagelse ofre for etniske udrensninger og forfølgelser. I dag udgør den serbiske befolkning det store flertal.